# Aïda Colmenero Dïaz
Aïda Colmenero Dïaz (Madrid, 1981) es una coreógrafa, actriz, bailarina, cineasta y comisaria de artes escénicas. En 2021, se convirtió en la primera coreógrafa española en recibir el Pina Bausch Fellowship de la Pina Bausch Foundation.

## Biografía
Aïda Colmenero Dïaz nació en Madrid en 1981. Se formó en la Escuela de teatro Cristina Rota en danza contemporánea y africana.
En 2004, pasó un tiempo formándose e Senegal para continuar su formación, cursando clases de danza tradicional con la coreógrafa Germaine Acogny en la École des Sables en Toubab Dialaw. En 2009, fue becada por el Ministerio de Educación y Cultura para continuar sus estudios artísticos en África. Ese mismo año se mudó a Senegal, y se convirtió en la primera española en convertirse en alumna formal de la escuela de Germaine Acogny, que en 2021 ganó el León de Oro en la Bienal de Venecia. Durante esa etapa, viajó por varios países africanos con el proyecto pedagógico, Africa Danza Training Programme. También creó,  el dúo Cafe Toubab, junto a Alioune Diagne, con quien actuó en un festival en Mequinez, en Marruecos, y realizó una residencia artística.
Recibió una ayuda de la Agencia Española de Cooperación Internacional para el Desarrollo que le permitió continuar con su formación en Senegal. En 2010 participó en Dakar en el Festival Mundial de las Artes Negras. Impartió clases de danza en diversos países africanos.
En 2014, fundó el proyecto de danza, cine y fotografía Ella Poema, creado con 40 mujeres de 14 países, rindiendo homenaje a poetisas como Rosario Castellanos, Ada Salas, María Clara González, Ángela Figuera Aymerich, Stella Díaz Varín, Fina García Marruz, Iosune de Goñi y Paloma Serra.
En 2017, desarrolló con la bailarina zimbauense Nora Chipaumire el proyecto «Thinking Africa» en el Centro de Residencias Artísticas de Matadero Madrid. En 2019, recibió encargo del Ministerio de Cultura de Colombia junto con Acción Cultural Española para crear la obra Yala con 16 intérpretes para la Compañía Colombiana de Danza Contemporánea en Cali, Colombia.
En 2020, el Grupo Ciudades Patrimonio de la Humanidad de UNESCO España produjo su obra Conxurando o invisible, estrenada en 2020 en el Museo do Pobo Galego en Santiago de Compostela. En esta obra, Aïda Colmenero Dïaz investigó el legado femenino de la cultura popular gallega.
En 2021, sus obras Qué importa el abismo y Trayectoria del polvo VII, esta última estrenada en 2019 en el Mercadp de las Flores de Barcelona, fueron candidatas a los Premios Max de Artes Escénicas como mejor autoría revelación y mejor intérprete femenina en danza, respectivamente. Ese mismo año, presentó su obra 2 de noviembre, el quitador de miedos en Teatros del Canal de Madrid y en el Festival Grec de Barcelona.
En 2022, fue invitada por Suzanne Dellal Centre for Dance and Theatre, en Tel Aviv, como mentora junto con otros coreógrafos internacionales como Daphnis Kokkinos, Chris Haring  y Nadia Beugré. También en 2022, presentó en el Mercado de las Flores de Barcelona la obra Kolochi Baw y la pieza de danza inspirada en los procesos de construcción de las grandes edificaciones de la humanidad.Pina Bausch Zentrum de Wuppertal, en Alemania.
En 2024, fue nombrada directora artística del proyecto Maisha por la delegación de la Unión Europea en la Unión Africana. A lo largo de su trayectoria, también ha trabajado con otros coreógrafos internacionales como Nadia Beugré, Mónica Runde o Elianne Capitoni.

## Reconocimientos
En 2021, Aïda Colmenero Dïaz se convirtió en fellow de la Pina Bausch Foundation por su labor en el mundo de la danza y la coreografía. En 2024, fue una de las creadoras galardonadas en la Bienal de Mujeres en las Artes Visuales celebrada en el Museo Thyssen de Madrid con una mención especial de la Fundación Enaire.

## Dirección y autoría coreográfica
- Kolochi Baw (2022)
- Conxurando o invisible (2020)
- Aka Nativa (2019)
- Yala (2018)
- Khoes Conquers (2018)
- Qué importa el abismo (2017)
- Templo (2017)
- Tell him (2016)
- Trayectoria del polvo VII (2015)
- 2 de noviembre, el quitador de miedos (2014)
- Fudu (2010)
- Creating my alone... (2009)

## Repertorio cinematográfico
- 2 de noviembre, el quitador de miedos (2014)
- Trayectoria del polvo VII (2016)
- Abismo (2016)
- Cicatriz de luz (2015)
- Templo (2018)
- Khoes Conquers (2019)
- Tell him (2016)
- El canto (2016)
- Éxodo (2013)
- Ex colonias (2017)
- Quédate en mí (2013)
- El quitador de miedos (2014)
- Pérdida (2017)
- Trap fm (2017)
- Cine Mudo (2014)
- Life (2018)
- Fear (2018)
- Lucha (2015)
- Viver mais (2018)